# باول رايت (لاعب كرة قدم)
باول رايت (بالإنجليزية: Paul Wright)‏ (29 يوليو 1969 بلندن في المملكة المتحدة - ) هو لاعب كرة قدم أمريكي في مركز الهجوم. لعب مع سبورتينغ كانساس سيتي ووسترن ماس بيونيرز ونادي غوادالاخارا (نادي كرة قدم) وNomads Soccer Club ‏ وLos Angeles Salsa ‏ وميلواكي وايف وAnaheim Bolts ‏ وBaltimore Blast ‏ وCleveland Crunch ‏ وSacramento Knights ‏ وSan Diego Sockers (2009) ‏ وSouthern California Fusion ‏ وفيلادلفيا كيكس ‏ وويتشاتا وينغز ‏.

## وصلات خارجية
- باول رايت على موقع الدوري الأمريكي (الإنجليزية)
- باول رايت على موقع قاعدة بيانات كرة القدم.إي يو (الإنجليزية)